# L'Autre Rive (film, 2009)
Pour les articles homonymes, voir L'Autre Rive.
Pour plus de détails, voir Fiche technique et Distribution.
L'Autre Rive (Gagma napiri) est un film géorgien réalisé par George Ovashvili, sorti en 2009.

## Synopsis
Le jeune Tedo, douze ans, réfugié en Georgie à la suite du conflit en Abkhazie, vit avec sa mère à Tbilissi, où elle se prostitue pour survivre. Lui-même vit de petites rapines avec d'autres enfants. Surprenant sa mère avec un de ses clients, il décide de partir à la recherche de son père malade resté à Tkvarchéli en Abkhazie, et qu'il n'a pas revu depuis quatre ans. Il y parvient après de violentes épreuves qui constituent l'essentiel du film.

## Fiche technique
- Titre original : Gagma napiri
- Titre français : L'Autre Rive
- Réalisation : George Ovashvili
- Scénario : George Ovashvili, Nugzar Shataidze et Rustam Ibragimbekov
- Pays d'origine : Géorgie
- Genre : drame
- Date de sortie : 2009

## Distribution
- Tedo Bekhauri : Tedo
- Tamar Meskhi : Mariam